# 韦钰
韦钰（1940年2月7日—），女，壮族，廣西桂林人，中国电子学家、教育学家，东南大学教授。中国工程院院士。
韦钰早期从事微波电子学研究，在变频行波管和回旋非线性理论发展成就突出，此外，她在非几何成像上提出了一系列新理论和方法，又首先在中国将计算机辅助断层成像技术应用于材料检测和地震勘测。1982年起从事生物电子学和分子电子学的理论和应用研究，获得了中国第一批生物组织的微波CT、超声CT、衍射CT和B/A非线性参量断层图像，使中国成为国际上继美、日后第三个能做出B/A断层图像的国家。她建立了中国第一个分子生物电子学实验室（现名 吴健雄实验室）和第一个生物电子学博士点。在国际上首先系统地阐明了分子器件和分子计算系统的基本特性，并首先采用了分子器件分子设计的方法。她首次在中国研制成功的LB膜，取得中国电子束刻蚀的最好水平。 
在担任中华人民共和国教育部副部长期间，对中国教育网络的建设和远程教育的发展起了重要的推动作用。目前正在从事学习科学的研究。2001年6月，中国科学技术协会第六次全国代表大会召开，并选举其出任第六届全国委员会副主席。2006年5月，中国科学技术协会第七次全国代表大会召开，选举产生第七届委员会，她当选为副主席。

## 生平

### 教育经历
1961年南京工学院（现东南大学）无线电工程系毕业。1965年南京工学院电子工程系研究生毕业。1981年获得西德亚琛工业大学工学博士学位，由于成绩优异，获得博歇尔奖章，她是第一位获得此荣誉的中国留学生。

## 历任职务
- 1985年—1993年：历任南京工学院生物医学工程系第一任系主任、南京工学院副院长、院长，东南大学副校长、校长。
- 1994年：当选为中国工程院首批院士。
- 1993年—2002年：中华人民共和国国家教育委员会副主任、中华人民共和国教育部副部长、中国广播电视大学校长。
- 现任东南大学学习科学研究中心主任，中国电子学会副理事长，中国高等教育学会理事长、 中国科协副主席、中华人民共和国教育部科教文体委员会副主任、中国国务院学位委员会学科评议组成员、全国妇联副主席等多项职务。
- 她是国际分子电子学与生物计算系统学会首批十二名常务理事之一，并担任国际科学联盟、国际红十字委员会、世界银行等组织的委员和顾问。2001年6月，中国科学技术协会第六次全国代表大会召开[6]，并选举其出任第六届全国委员会常务委员[7]。
- 中国科协副主席、中国人民政治协商会议教科文卫体委员会副主任、原中华人民共和国教育部副部长。

## 奖项和荣誉

### 社会奖项
- 2004年：获得联合国秘书长安南颁发的“联合国特殊贡献奖”，并入选“联合国教科文组织60年做出贡献的60位女性”；
- 2006年：全球儿童科学教育国际奖（对“做中学”科学教育项目的贡献）；
- 2006年，获得法国总统希拉克授予的法国荣誉军团勋章骑士勋位（促进中法教育交流与联系、促进儿童科学教育国际合面方面做出的突出贡献）；
- 2010年，获得全国基础教育课程改革教学成果一等奖（她是第一获奖人）。[8]

### 荣誉
曾获得加拿大康考迪亚大学、西蒙弗雷泽大学、美国明尼苏达大学、英国威尔斯大学、日本爱知工业大学、香港理工大学、香港公开大学、澳门大学的名誉博士学位。